# Georg Cavallar
Georg Cavallar (Viena, 22 de abril de 1962) es un historiador austríaco, profesor universitario de historia moderna en el Instituto de Historia de la Universidad de Viena, autor y escritor así como profesor de inglés, historia, filosofía y psicología en el renombrado Wiener Wasagymnasium.

## Biografía
Cavallar nació como benjamín de una familia de tres hijos en la Viena de los años sesenta. Una vez acabado el bachillerato, realizado el servicio militar obligatorio y una formación de oficial de reserva en el Bundesheer, Georg Cavallar cursó una licenciatura en historia y sociología, además de realizar formaciones complementarias en filosofía, psicología, y pedagogía, doctorándose en 1989 por la Universidad de Viena.
Una vez finalizados sus estudios, se consagró a la investigación y a la docencia. De 1990 a 1991 realizó con el Fondo para la Promoción de la Investigación Científica Austríaca un proyecto de investigación en el Departamento de Filosofía del Instituto Politécnico Rensselaer, en el Estado de Nueva York. En 1991 comenzó a trabajar como profesor de AHS. En el año académico 1998-1999 realizó investigaciones en el marco del proyecto Schrödinger en el Departamento de Ciencias Políticas de la Universidad de California, Riverside sobre derecho internacional filosófico. En 2003 completó su habilitación en el Departamento de Historia Moderna de la Universidad de Viena.
Desde entonces, Cavallar es profesor en el Instituto de Filosofía de la Universidad de Viena así como profesor en el posgraduado de estudios europeos de la misma universidad. Es conocido por sus libros y publicaciones sobre la filosofía jurídica de Kant; la historia del derecho internacional de figuras tales como Francisco de Vitoria, Grocio, Pufendorf o de Vattel; el cosmopolitismo; la educación cosmopolita y la Ilustración europea. También escribe regularmente tribunas y artículos para periódicos austriacos tales como Die Presse, Der Standard o Die Furche.

## Familia
Cavallar es nieto de Wilhelm Cavallar von Grabensprung. Está casado y es padre de tres hijos. Su hija Valentina (*2001) es múltiple campeón nacional en remo y ha participado por primera vez en los Juegos Olímpicos de Tokio 2020.

## Monografías
- Pax Kantiana. Systematisch-historische Untersuchung des Entwurfs "Zum ewigen Frieden" (1795) von Immanuel Kant.  Wien, Köln, Weimar: Böhlau-Verlag, 1992.
- Kant and the Theory and Practice of International Right. Cardiff: University of Wales Press, 1999.
- The Rights of Strangers: Theories of international hospitality, the global community, and political justice since Vitoria. Aldershot: Ashgate, 2002.
- Die europäische Union – Von der Utopie zur Friedens- und Wertegemeinschaft. Wien: Lit, 2006.
- Imperfect cosmopolis: studies in the history of international legal theory and cosmopolitan ideas. Cardiff: University of Wales Press, 2011.
- Kant's Embedded Cosmopolitanism: History, Philosophy and Education for World Citizens. Kantstudien-Ergänzungshefte Bd. 183. Berlin, Boston: de Gruyter, 2015.
- Theories of Dynamic Cosmopolitanism in Modern European History. Oxford: Peter Lang, 2017.
- Islam, Aufklärung und Moderne. Ein Plädoyer. Stuttgart: Kohlhammer, 2017.
- Gescheiterte Aufklärung?: Ein philosophischer Essay. Stuttgart: Kohlhammer, 2018.
- Kant and the Theory and Practice of International Right. Second, revised edition, Cardiff: University of Wales Press, 2020.
- Philosophieren. Philosophie für die 8. Klasse AHS. Wien: Hölder-Pichler-Tempsky, 2020.